# Tanneke Denijs
Tanneke Denijs (Bloemendaal, 1637/1638 - Den Haag, 1702) was een Nederlandse mystica, schrijfster van religieuze werken en profetes.
Tanneke Denijs werd geboren in Bloemendaal als dochter van een bleker uit een bekend geslacht van blekers. Ze trouwde met de chemicus Hendrik van Swinderen, met wie zij rond 1668 in Amsterdam woonde. Vanaf 1674 woonde ze in Lübeck waar ze betrokken was bij een groep radicale piëtisten. In deze jaren reisde ze door heel Europa, waaronder een aantal keer naar Engeland en Schotland. Ze was bevriend met de Lutherse piëtist Friedrich Breckling, die vanaf 1690 bij haar introk. 
Tanneke Denijs geloofde dat ze als profetes door God was uitverkoren om het naderende einde der tijden te verkondigen aan de wereld. Als piëtist vond ze dat het 'ware' christendom op aarde hersteld moest worden. Ze publiceerde een aantal religieuze geschriften.  Hieruit blijkt dat ze beïnvloed was door de Silezische mysticus Jacob Boehme. Ze had verder contact met Antoinette Bourignon en de profeet Quirinus Kuhlmann.